# Tour de Lombardie 1966
La 60e édition du Tour de Lombardie s'est déroulée le 22 octobre 1966. La course a été remportée par le coureur italien Felice Gimondi. Le parcours s'est déroulé entre Milan et Côme sur une distance de 266 kilomètres.

## Déroulement de la course
La course se caractérise par une échappée initiée dès la sortie de Milan notamment par Eddy Merckx, Herman Van Springel, Giancarlo Polidori, Tom Simpson, Michele Dancelli et Gianni Motta. Peu avant la ville d'Argegno, plusieurs favoris dont Felice Gimondi, Vittorio Adorni, Jacques Anquetil et Raymond Poulidor reviennent sur les fugitifs. Lors des ascensions du Passo d'Intelvi et de Schignano, Simpson et Motta s'échappent puis sont rejoints par Dancelli revenu dans la descente. Finalement, un groupe de six hommes comprenant les favoris se forme en vue de Côme. Le sprint à six a lieu sur la piste du vélodrome de Sinigaglia. Dans le dernier virage, Vittorio Adorni, équipier de Gimondi, se rabat sur Eddy Merckx. Coincé à la corde et ralenti par cette manœuvre, le jeune Belge ne peut rattraper Felice Gimondi qui remporte la course. 141 coureurs étaient au départ et seulement 34 à l'arrivée.

## Classement final
| Pos. | Coureur            | Équipe      | Temps           |
| ---- | ------------------ | ----------- | --------------- |
| 1    | Felice Gimondi     | Salvarani   | 6 h 57 min 00 s |
| 2    | Eddy Merckx        | Peugeot     | m.t.            |
| 3    | Raymond Poulidor   | Mercier     | m.t.            |
| 4    | Jacques Anquetil   | Ford France | m.t.            |
| 5    | Michele Dancelli   | Molteni     | m.t.            |
| 6    | Vittorio Adorni    | Salvarani   | m.t.            |
| 7    | Italo Zilioli      | Sanson      | à 3 min 40 s    |
| 8    | Giancarlo Polidori | Vittadello  | à 5 min 50 s    |
| 9    | Jan Janssen        | Pelforth    | à 6 min 41 s    |
| 10   | Aldo Pifferi       | Vittadello  | m.t.            |